# Ryan Cavanagh
Pour les articles homonymes, voir Cavanagh.
Ryan Cavanagh, né le 22 novembre 1995, est un coureur cycliste australien.

## Palmarès et résultats

### Palmarès par année
- 2013
  -  Champion d'Océanie sur route juniors
- 2014
  - Classement général du Tour du lac Poyang
- 2016
  - Battle on the Border
- 2017
  - Amy's Otway Tour :
    - Classement général
    - 1re étape

  - 3e étape du Tour de Tasmanie
  - Launceston International Classic
- 2018
  - 1re étape de la Battle Recharge
  - Charles Coin Memorial
  - 5e étape du Tour de Singkarak
  - 3e du championnat d'Australie de poursuite par équipes
- 2019
  - Tour de Thaïlande :
    - Classement général
    - 3e étape

  - Classement général du Tour de Quanzhou Bay
- 2020
  - 2e étape du Tour de Taïwan
  - 2e du Tour de Taïwan
- 2021
  - 3e de la Grafton to Inverell Classic
- 2022
  - 3e étape du Tour de Kumano
- 2023
  - Darren Smith Classic
  - Sukumo Road Race
  - Oita Urban Classic
- 2024
  -  Champion d'Océanie sur route
  - 1re étape du Tour de Banyuwangi Ijen

### Classements mondiaux
| Année                                 | 2014 | 2015 | 2016  | 2017 | 2018  | 2019 | 2020 | 2021 | 2022  | 2023 | 2024 |
| ------------------------------------- | ---- | ---- | ----- | ---- | ----- | ---- | ---- | ---- | ----- | ---- | ---- |
| Classement mondial                    |      |      | 2113e | nc   | 1645e | 473e | 242e | nc   | 1749e | 796e | 309e |
| UCI Asia Tour                         | nc   | nc   | nc    | nc   | 283e  |      |      |      |       |      |      |
| UCI Oceania Tour                      | 42e  | nc   | 69e   | nc   | nc    | 27e  | 18e  | nc   | 81e   | 50e  | nc   |
|                                       |      |      |       |      |       |      |      |      |       |      |      |
| Légende : nc = non classéSource : UCI |      |      |       |      |       |      |      |      |       |      |      |